# Associazione musei etnografici ticinesi
1 Museo della Valle di Blenio
2 Museo di Leventina
3 Museo di Val Verzasca
4 Museum Walserhaus
5 Museo di Valmaggia
6 Museo Onsernonese
7 Museo regionale delle Centovalli e del Pedemonte
8 Archivio audiovisivo di Capriasca e Val Colla
9 Museo del Malcantone
10 Museo della pesca (Caslano)
11 Museo etnografico della Valle di Muggio
12 Museo della civiltà contadina del Mendrisiotto
13 Centro di dialettologia e di etnografia
L'Associazione musei etnografici ticinesi (Amet) è un gruppo composto dai musei storico-etnografici attivi sul territorio del Canton Ticino. Lo scopo primario dell'associazione è promuovere la rete museale etnografica e il suo patrimonio materiale e immateriale.

## Storia
Il 26 ottobre 1978 si tiene un seminario dedicato ai problemi dei musei locali promosso dalla commissione nazionale svizzera per l'UNESCO. L'incontro, che si svolge a Bellinzona, porta l’attenzione su un tema fino ad allora ritenuto marginale sia dagli enti pubblici sia dai media. Pochi mesi dopo, il 16 dicembre 1979, si svolge a Mendrisio l'assemblea costitutiva dell'Associazione musei etnografici ticinesi (AMET).
I musei etnografici sono inoltre sostenuti dal Dipartimento dell'educazione, della cultura e dello sport sulla base della Legge sui musei etnografici del 18 giugno 1990.
L'organizzazione ha lo scopo di raccogliere e conservare le testimonianze etniche e storiche regionali, promuovere una maggiore collaborazione tra i musei, valorizzarne il lavoro e facilitare la messa in rete verso l'esterno. L'associazione si è affiancata da subito al neocostituito Ufficio cantonale dei musei, che elabora una politica museografica fondata sul principio del decentramento delle collezioni e dell’accentramento dei servizi.
Nel loro insieme gli istituti museali costituiscono una realtà importante all’interno del panorama culturale ticinese, con una cifra d’affari complessiva che supera i due milioni di franchi all’anno.

## Membri
- Museo della Valle di Blenio, Lottigna
- Museo di Leventina, Giornico
- Museo di Val Verzasca, Sonogno
- Museum Walserhaus, Bosco Gurin
- Museo di Valmaggia, Cevio
- Museo Onsernonese, Loco
- Museo regionale delle Centovalli e del Pedemonte, Intragna
- Archivio audiovisivo di Capriasca e Val Colla, Roveredo
- Museo del Malcantone, Curio
- Museo della pesca, Caslano
- Museo etnografico della Valle di Muggio, Cabbio
- Museo della civiltà contadina del Mendrisiotto, Stabio

Fa inoltre parte della rete il CDE Centro di dialettologia e di etnografia con sede a Bellinzona.